# Nickerie
Nickerie je jedan od deset okruga u Surinamu. 

## Zemljopis
Okrug se nalazi u sjeverozapadnom dijelu zemlje, prostire se na 5.353 km2.  Susjedni surinamski okruzi su Coronie na istoku i Sipaliwini na jugu. Središte okruga je naselje Nieuw Nickerie, ostala veća naselja su Washoda i Wageningen.

## Demografija
Prema podacima iz 2012. godine u okrugu živi 34.233 stanovnika, dok je prosječna gustoća naseljenosti 6,4 stanovnika na km².

## Administrativna podjela
Okrug je podjeljen na pet općina (nizozemski: resort) .
| Općina             | Površina km² | Gustoća stan./km² | Stanovništvo (2004.) |
| ------------------ | ------------ | ----------------- | -------------------- |
| Wageningen         | 1.613        | 2,1               | 3.428                |
| Groot Henar        | 2.185        | 1,6               | 3.545                |
| Oostelijke Polders | 357          | 19,0              | 6.778                |
| Nieuw Nickerie     | 30           | 461,4             | 13.842               |
| Westelijke Polders | 1.168        | 7,7               | 9.046                |

## Vanjske poveznice
- Vijesti iz okruga Nickerie